# Fortuné Landry
Pour les articles homonymes, voir Landry.
Fortuné Landry, né le 13 avril 1799 à Paris et mort le 30 janvier 1895 dans le 16e arrondissement de Paris, est un mathématicien français.

## Biographie
Il a travaillé dans les mêmes domaines que ses contemporains Charles Henry (neveu de Carl Friedrich Gauss) et Édouard Lucas. Plus précisément, il s'est principalement consacré à la  factorisation des nombres de la forme {\displaystyle 2^{2^{n}}+1} (les nombres de Fermat, souvent notés {\displaystyle {\mathfrak {F}}_{n}}) et de la forme {\displaystyle 2^{n}-1} (les nombres de Mersenne, notés {\displaystyle M_{n}}).
Landry a amélioré la preuve (publiée par Euler un siècle auparavant) de ce que {\displaystyle M_{31}} est premier.
En 1867, il a publié une étude décrivant les problèmes que rencontre un mathématicien pour démontrer la primalité d'un nombre, faisant remarquer en particulier que, même en connaissant les critères utilisés, à moins de refaire soi-même les calculs, on doit admettre l'affirmation qu'un nombre donné est premier « comme un acte de foi ».
Entre 1867 et 1869, il a publié des factorisations de tous les nombres de la forme {\displaystyle 2^{n}\pm 1} pour {\displaystyle n\leq 64} (à quatre exceptions près). Vers cette époque, il détient le record du plus grand nombre premier connu ({\displaystyle 3\,203\,431\,780\,337=(2^{59}-1)/179\,951}).
Dans une brève note de 1880, alors âgé de 81 ans et dans sa 82ème année, Landry annonce la factorisation de {\displaystyle {\mathfrak {F}}_{6}=2^{64}+1=274\,177\times 67\,280\,421\,310\,721}, obtenue en quelques mois. Il est à noter que cette décomposition fut déterminée par Clausen en 1854. Par ailleurs, Lucas affirme qu'il a démontré ultérieurement la primalité du second facteur dans la décomposition de {\displaystyle {\mathfrak {F}}_{6}}, qui détient le record du plus grand nombre premier trouvé sans ordinateur, et qui ne soit pas un nombre de Mersenne.